# Tidioute
Tidioute är en kommun (borough) i Warren County i Pennsylvania. Vid 2020 års folkräkning hade Tidioute 626 invånare.